# 李寨遗址
李寨遗址，位于山东省淄博市桓台县田庄镇李寨村，是中华人民共和国山东省文物保护单位之一。
2006年12月7日，授予山东省文物保护单位，是一座古遗址。